# 夜明けまで強がらなくてもいい
『夜明けまで強がらなくてもいい』（よあけまでつよがらなくてもいい）は、日本の女性アイドルグループ乃木坂46の楽曲。2019年9月4日に乃木坂46の24作目のシングルとしてN46Div.から発売された。秋元康が作詞、山田裕介が作曲した。楽曲のセンターポジションは遠藤さくらが初めて務めた。

## 背景とリリース
Blu-ray付属のType-A・B・C・D、CDのみの通常盤の5形態で発売。Type-AからType-Dには「全国イベント参加券 or スペシャルプレゼント応募券」および生写真1枚が封入されている。前作「Sing Out!」から約3か月ぶりのシングル。

## アートワーク
| Type-A 表 | 遠藤さくら                                                                 |
| Type-B 表 | 賀喜遥香・筒井あやめ                                                       |
| Type-C 表 | 齋藤飛鳥・桜井玲香・白石麻衣・松村沙友理                                   |
| Type-D 表 | 生田絵梨花・堀未央奈・与田祐希・山下美月                                   |
| 通常盤 表 | 秋元真夏・梅澤美波・北野日奈子・久保史緒里・新内眞衣・高山一実・星野みなみ |

## チャート成績
本作は2019年9月4日発売後の3日間で推定売上92万3223枚、2019年9月16日付のBillboard Japan Hot 100で初週推定売上101万9039枚を記録し、週間1位を獲得。他指標ではルックアップ1位、Twitter1位、ダウンロード9位、ストリーミング17位、ラジオ4位を記録し、総合1位。とくにラジオとTwitter指標が前作を上回り、新規層を増やした。5作連続6回目の初週ミリオンを達成した。
また、同日付オリコン週間シングルランキングで初週推定売上約96万5000枚を記録し、初登場1位を獲得。シングル1位獲得作品数は、2ndシングル「おいでシャンプー」から通算連続23作目、女性グループ歴代2位の自己記録を更新。ならびに、CD発売前の2019年8月28日から先行配信された配信版Special Editionが、同日付の週間デジタルアルバムランキングで週間約2,000ダウンロードを記録し、2週目で1位を獲得。この結果、同日付のオリコン週間合算シングルランキングでCDシングル965,000ポイント、デジタルシングル（単曲）6,000ポイント、ストリーミング7,000ポイントの週間合計約97万7000ポイントを記録し、週間1位を獲得。2019年10月21日付まで約1か月間週間8位以内を維持し続けた。
その後、Billboard JAPAN Top Singles Sales of the Year 2019で年間推定売上122万3257枚を記録し、年間5位。2019年オリコン年間シングル作品別売上数部門で推定累積売上114万2807枚を記録し、年間4位を獲得した。

## ミュージック・ビデオ
夜明けまで強がらなくてもいい
監督：丸山健志、振付：CRE8BOY
7月上旬の梅雨の時期、心の中の葛藤や打ち明けることのできない悩みをテーマに、イメージシーンが都内のスタジオと栃木県足利市で、ダンスシーンが東京・大手町で2日間撮影された。ダンスシーンはエキストラ250名が参加。心情模様を描くため、4：3の映像演出になっている。乃木坂46にとって世代交代を感じさせる作品となっている。
路面電車の街
監督：山岸聖太
7月中旬に茨城県ひたちなか市で運行中の電車内で撮影された。それぞれの人生を歩む3人が女子高生時代の親友「ひかり」の記念日に故郷へ集まり、共に過ごした思い出に涙するストーリーとなっている。
図書室の君へ
監督：伊藤衆人
7月中旬に千葉県のスタジオで撮影された。メガネを知らない女の子たちが、初めてメガネをかけた金川紗耶をきっかけに、クラスの間でメガネブームが起こるストーリーとなっている。メガネダンスのシーンではメガネ振り付けが考案され、オリジナルの視力検査用小道具などが使用された。
時々 思い出してください
監督：頃安祐良
7月中旬に横浜市のスタジオで撮影された。桜井玲香が乃木坂46加入後、キャプテンを務めた約8年間の映像から、ターニングポイントとなったシーンを過去と現在の桜井玲香を照らし合わせながら振り返る。最後のシーンでは桜井玲香が扉から出て行く。映像内で飾られている衣装は実際に桜井本人が着用していたもの。
〜Do my best〜じゃ意味はない
監督：maxilla
7月中旬に都内のスタジオで撮影された。晴・曇・雨・雪などの天候の変化と、人間の気持ちの変化を重ね合わせ、雨が上がっていくような様子をイメージさせている。

## メディアでの使用
僕のこと、知ってる?
映画『いつのまにか、ここにいる Documentary of 乃木坂46』（2019年7月5日公開、東宝）の主題歌。
僕の思い込み
日本テレビ系『第39回全国高等学校クイズ選手権』応援ソング。

## シングル収録トラック

### Type-A
| #         | タイトル                                        | 作詞      | 作曲      | 編曲             | 時間  |
| --------- | ----------------------------------------------- | --------- | --------- | ---------------- | ----- |
| 1.        | 「夜明けまで強がらなくてもいい」                | 秋元康    | 山田裕介  | APAZZI           | 4:20  |
| 2.        | 「僕のこと、知ってる?」                         | 秋元康    | 中村泰輔  | 中村泰輔         | 4:50  |
| 3.        | 「路面電車の街」                                | 秋元康    | 杉山勝彦  | 杉山勝彦、谷地学 | 5:25  |
| 4.        | 「夜明けまで強がらなくてもいい off vocal ver.」 |           | 山田裕介  | APAZZI           | 4:20  |
| 5.        | 「僕のこと、知ってる? off vocal ver.」          |           | 中村泰輔  | 中村泰輔         | 4:50  |
| 6.        | 「路面電車の街 off vocal ver.」                 |           | 杉山勝彦  | 杉山勝彦、谷地学 | 5:24  |
| 合計時間: | 合計時間:                                       | 合計時間: | 合計時間: | 合計時間:        | 29:09 |

| #         | タイトル                                     | 作詞      | 作曲・編曲 | 監督     | 時間  |
| --------- | -------------------------------------------- | --------- | ---------- | -------- | ----- |
| 1.        | 「夜明けまで強がらなくてもいい Music Video」 |           |            | 丸山健志 | 4:32  |
| 2.        | 「路面電車の街 Music Video」                 |           |            | 山岸聖太 | 7:54  |
| 3.        | 「Documentary of 乃木坂46 1期生編」          |           |            | 金森孝宏 | 26:50 |
| 合計時間: | 合計時間:                                    | 合計時間: | 39:16      |          |       |

### Type-B
| #         | タイトル                                        | 作詞      | 作曲      | 編曲      | 時間  |
| --------- | ----------------------------------------------- | --------- | --------- | --------- | ----- |
| 1.        | 「夜明けまで強がらなくてもいい」                | 秋元康    | 山田裕介  | APAZZI    | 4:20  |
| 2.        | 「僕のこと、知ってる?」                         | 秋元康    | 中村泰輔  | 中村泰輔  | 4:50  |
| 3.        | 「図書室の君へ」                                | 秋元康    | 杉山勝彦  | 若田部誠  | 4:01  |
| 4.        | 「夜明けまで強がらなくてもいい off vocal ver.」 |           | 山田裕介  | APAZZI    | 4:20  |
| 5.        | 「僕のこと、知ってる? off vocal ver.」          |           | 中村泰輔  | 中村泰輔  | 4:50  |
| 6.        | 「図書室の君へ off vocal ver.」                 |           | 杉山勝彦  | 若田部誠  | 4:00  |
| 合計時間: | 合計時間:                                       | 合計時間: | 合計時間: | 合計時間: | 26:21 |

| #         | タイトル                                     | 作詞      | 作曲・編曲 | 監督     | 時間  |
| --------- | -------------------------------------------- | --------- | ---------- | -------- | ----- |
| 1.        | 「夜明けまで強がらなくてもいい Music Video」 |           |            | 丸山健志 | 4:32  |
| 2.        | 「図書室の君へ Music Video」                 |           |            | 伊藤衆人 | 4:17  |
| 3.        | 「Documentary of 乃木坂46 2期生編」          |           |            |          | 29:43 |
| 合計時間: | 合計時間:                                    | 合計時間: | 38:32      |          |       |

### Type-C
| #         | タイトル                                        | 作詞      | 作曲      | 編曲             | 時間  |
| --------- | ----------------------------------------------- | --------- | --------- | ---------------- | ----- |
| 1.        | 「夜明けまで強がらなくてもいい」                | 秋元康    | 山田裕介  | APAZZI           | 4:20  |
| 2.        | 「僕のこと、知ってる?」                         | 秋元康    | 中村泰輔  | 中村泰輔         | 4:50  |
| 3.        | 「時々 思い出してください」                     | 秋元康    | 杉山勝彦  | 杉山勝彦、谷地学 | 5:25  |
| 4.        | 「夜明けまで強がらなくてもいい off vocal ver.」 |           | 山田裕介  | APAZZI           | 4:20  |
| 5.        | 「僕のこと、知ってる? off vocal ver.」          |           | 中村泰輔  | 中村泰輔         | 4:50  |
| 6.        | 「時々 思い出してください off vocal ver.」      |           | 杉山勝彦  | 杉山勝彦、谷地学 | 5:24  |
| 合計時間: | 合計時間:                                       | 合計時間: | 合計時間: | 合計時間:        | 29:09 |

| #         | タイトル                                     | 作詞      | 作曲・編曲 | 監督     | 時間  |
| --------- | -------------------------------------------- | --------- | ---------- | -------- | ----- |
| 1.        | 「夜明けまで強がらなくてもいい Music Video」 |           |            | 丸山健志 | 4:32  |
| 2.        | 「時々 思い出してください Music Video」      |           |            | 頃安祐良 | 6:05  |
| 3.        | 「Documentary of 乃木坂46 3期生編」          |           |            |          | 30:57 |
| 合計時間: | 合計時間:                                    | 合計時間: | 41:34      |          |       |

### Type-D
| #         | タイトル                                        | 作詞      | 作曲             | 編曲             | 時間  |
| --------- | ----------------------------------------------- | --------- | ---------------- | ---------------- | ----- |
| 1.        | 「夜明けまで強がらなくてもいい」                | 秋元康    | 山田裕介         | APAZZI           | 4:20  |
| 2.        | 「僕のこと、知ってる?」                         | 秋元康    | 中村泰輔         | 中村泰輔         | 4:50  |
| 3.        | 「〜Do my best〜じゃ意味はない」                | 秋元康    | 浦島健太、APAZZI | 浦島健太、APAZZI | 3:56  |
| 4.        | 「夜明けまで強がらなくてもいい off vocal ver.」 |           | 山田裕介         | APAZZI           | 4:20  |
| 5.        | 「僕のこと、知ってる? off vocal ver.」          |           | 中村泰輔         | 中村泰輔         | 4:50  |
| 6.        | 「〜Do my best〜じゃ意味はない off vocal ver.」 |           | 浦島健太、APAZZI | 浦島健太、APAZZI | 3:55  |
| 合計時間: | 合計時間:                                       | 合計時間: | 合計時間:        | 合計時間:        | 26:11 |

| #         | タイトル                                     | 作詞      | 作曲・編曲 | 監督     | 時間  |
| --------- | -------------------------------------------- | --------- | ---------- | -------- | ----- |
| 1.        | 「夜明けまで強がらなくてもいい Music Video」 |           |            | 丸山健志 | 4:32  |
| 2.        | 「〜Do my best〜じゃ意味はない Music Video」 |           |            | maxilla  | 4:12  |
| 3.        | 「Documentary of 乃木坂46 4期生編」          |           |            |          | 27:07 |
| 合計時間: | 合計時間:                                    | 合計時間: | 35:51      |          |       |

### 通常盤
| #         | タイトル                                        | 作詞      | 作曲      | 編曲                     | 時間  |
| --------- | ----------------------------------------------- | --------- | --------- | ------------------------ | ----- |
| 1.        | 「夜明けまで強がらなくてもいい」                | 秋元康    | 山田裕介  | APAZZI                   | 4:20  |
| 2.        | 「僕のこと、知ってる?」                         | 秋元康    | 中村泰輔  | 中村泰輔                 | 4:50  |
| 3.        | 「僕の思い込み」                                | 秋元康    | 杉山勝彦  | 杉山勝彦、野中“まさ”雄一 | 3:46  |
| 4.        | 「夜明けまで強がらなくてもいい off vocal ver.」 |           | 山田裕介  | APAZZI                   | 4:20  |
| 5.        | 「僕のこと、知ってる? off vocal ver.」          |           | 中村泰輔  | 中村泰輔                 | 4:50  |
| 6.        | 「僕の思い込み off vocal ver.」                 |           | 杉山勝彦  | 杉山勝彦、野中“まさ”雄一 | 3:45  |
| 合計時間: | 合計時間:                                       | 合計時間: | 合計時間: | 合計時間:                | 25:51 |

## 歌唱メンバー

### 夜明けまで強がらなくてもいい
（センター：遠藤さくら）
- 3列目：梅澤美波、北野日奈子、秋元真夏、久保史緒里、高山一実、星野みなみ、新内眞衣[12]
- 2列目：山下美月、生田絵梨花、白石麻衣、松村沙友理、桜井玲香[注釈 2]、与田祐希[12]
- 1列目：堀未央奈、賀喜遥香、遠藤さくら、筒井あやめ、齋藤飛鳥[12]

選抜メンバーは前作から4人少ない18名で、1列目と2列目を合わせた11名が「十一福神」となっている。本作では、2018年11月に配属された4期生の遠藤さくらが、初選抜にしてセンターを務める。同じく4期生の賀喜遥香と筒井あやめも初選抜でフロントメンバー入りし、センターとその両隣を4期生が務める布陣となった。グループ活動に復帰した山下美月は22ndシングル「帰り道は遠回りしたくなる」以来2作ぶりに選抜および福神復帰。反対に、秋元真夏、梅澤美波、北野日奈子、久保史緒里、高山一実、星野みなみの6人が福神落ちし、前作の選抜メンバーからは、本作の活動を休止することを発表した井上小百合と大園桃子に加え、伊藤理々杏、岩本蓮加、阪口珠美、佐藤楓、鈴木絢音、渡辺みり愛の計8名が本作では選抜から外れた。
また白石麻衣が5thシングル「君の名は希望」以来の2列目となった。
また、桜井玲香は9月1日の「真夏の全国ツアー2019」明治神宮野球場公演をもって卒業したため、発売時点では既にグループに在籍していない状態だった。桜井はそのことについて、選抜入りを打診された際には「迷った」が、メンバーやスタッフからの「思い出作りにやればいい」との言葉を受けて選抜入りを決断したと同公演内で説明した。

### 僕のこと、知ってる?
（センター：齋藤飛鳥）
- 秋元真夏、生田絵梨花、伊藤理々杏、井上小百合、岩本蓮加、梅澤美波、大園桃子、北野日奈子、久保史緒里、齋藤飛鳥、阪口珠美、桜井玲香、佐藤楓、白石麻衣、新内眞衣、鈴木絢音、高山一実、星野みなみ、堀未央奈、松村沙友理、与田祐希、渡辺みり愛[38]

### 路面電車の街
- 齋藤飛鳥、堀未央奈、山下美月[38]

### 図書室の君へ
（センター：掛橋沙耶香）
- 遠藤さくら、賀喜遥香、掛橋沙耶香、金川紗耶、北川悠理、柴田柚菜、清宮レイ、 田村真佑、筒井あやめ、早川聖来、矢久保美緒[38]

4期生の楽曲。

### 時々 思い出してください
- 桜井玲香[38][35]

桜井のソロ曲。

### 〜Do my best〜じゃ意味はない
（センター：岩本蓮加）
- 伊藤純奈、伊藤理々杏、岩本蓮加、阪口珠美、佐々木琴子、佐藤楓、鈴木絢音、寺田蘭世、中田花奈、中村麗乃、樋口日奈、向井葉月、山崎怜奈、吉田綾乃クリスティー、渡辺みり愛、和田まあや[38]

アンダーメンバーによる楽曲。岩本にとっては自身2度目のセンター、3期生としては初めてのアンダー楽曲のセンターとなる。

### 僕の思い込み
（センター：遠藤さくら）
- 秋元真夏、生田絵梨花、梅澤美波、遠藤さくら、賀喜遥香、北野日奈子、久保史緒里、齋藤飛鳥、桜井玲香、白石麻衣、新内眞衣、高山一実、筒井あやめ、星野みなみ、堀未央奈、松村沙友理、山下美月、与田祐希[38]
- 24thシングル 表題曲の歌唱メンバーで構成されている。